# Давлеткулово (Самарская область)
Давлетку́лово (тат. Дәүләткол) — деревня в Камышлинском районе Самарской области, входит в состав сельского поселения Камышла.

## География
Деревня находится на расстоянии менее 5 км к северу от села Камышла, административного центра района.

### Часовой пояс
Деревня Давлеткулово, как и вся Самарская область, находится в часовой зоне МСК+1. Смещение применяемого времени относительно UTC составляет +4:00.

## История
Деревня основана в 1921 году переселенцами из села Камышла.

## Население
| 2010 |
| ---- |
| 149  |

### Национальный состав
Согласно результатам переписи 2002 года, в национальной структуре населения русские составляли 96 % из 148 чел.